# Speicherstadt
La Speicherstadt (prononciation allemande: API :/ˈʃpaɪ̯çɐˌʃtat/, ? Écouter [Fiche]; littéralement « ville des entrepôts ») est une zone d'entrepôts à Hambourg en Allemagne.

## Situation et description

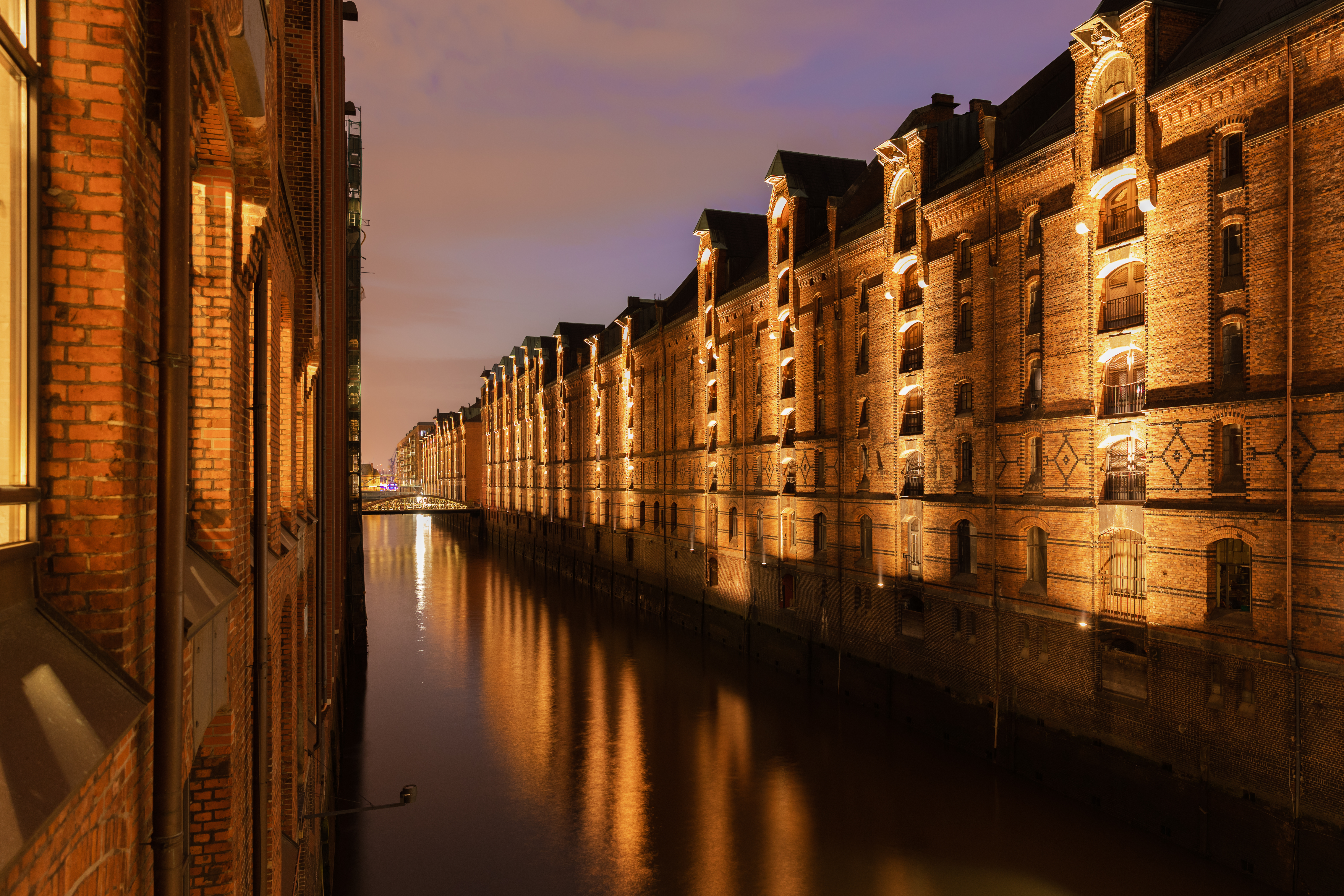
Vue du canal Brooksfleet qui baigne les entrepôts du Speicherstadt (2018).

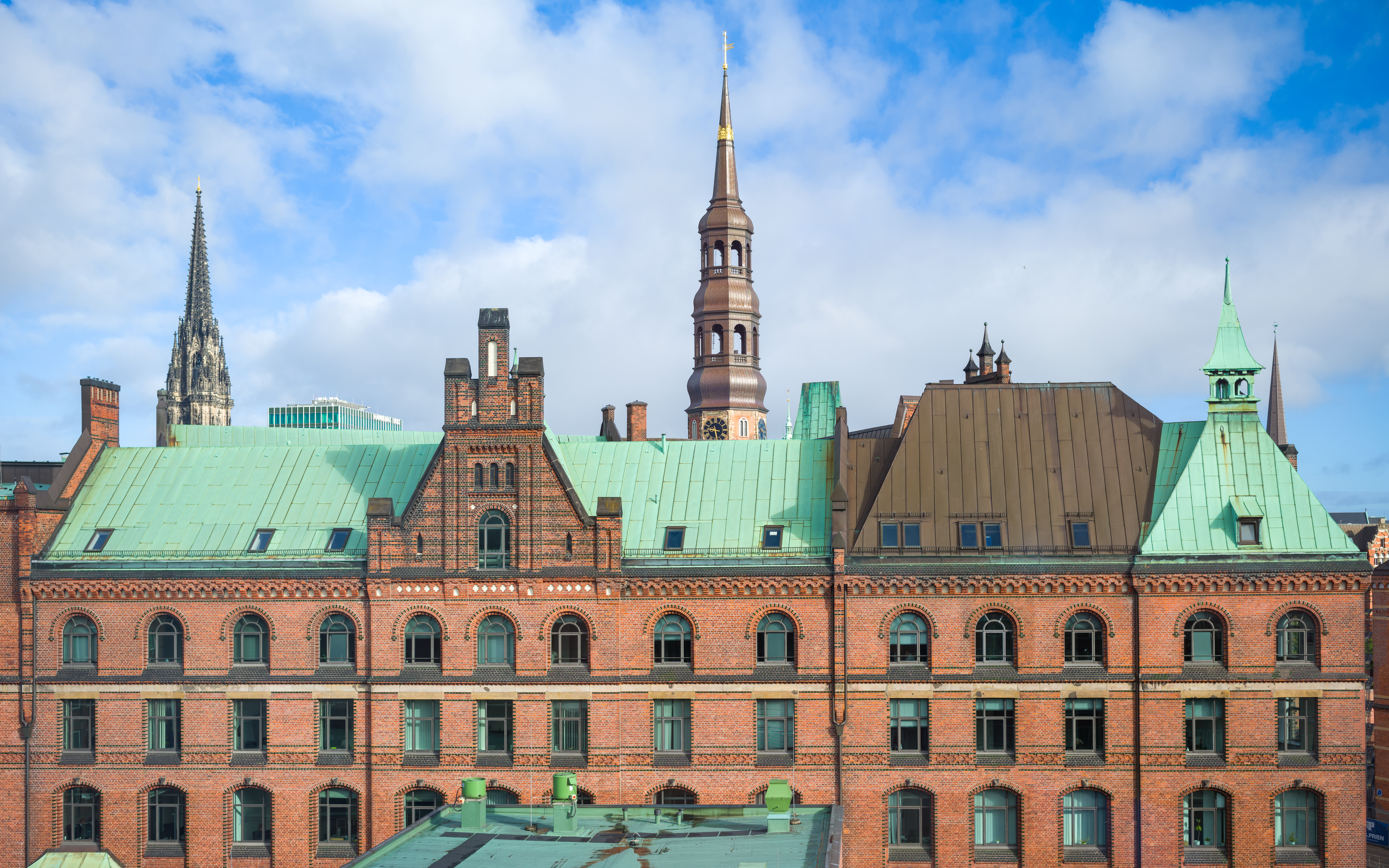
Batisses de la Speicherstadt. Derrière les toits, le clocher de l'église Saint-Nicolas de Hambourg. Septembre 2022.

Située dans le port de Hambourg (dans le quartier HafenCity), les bâtiments ont été construits entre 1883 et 1927 pour une surface d'environ 370 000 m2. Zone franche à l'origine, elle est l'un des plus vastes complexes d'entrepôts au monde.
La zone est notable pour le matériau de construction, la brique, et son architecture de style néogothique. La Speicherstadt est classée monument historique depuis 1991 et classée au patrimoine mondial de l'UNESCO depuis 2015.

## Histoire
Depuis 1815, l'indépendante et souveraine ville de Hambourg était membre de la confédération allemande - l'association des États centraux d'Europe créée par le congrès de Vienne - mais pas membre de l'Union douanière allemande. Avec la mise en place de l'Empire allemand en 1871, Hambourg ne pouvait maintenir cette position et dut faire un choix entre être une zone franche et une partie de l'Empire. 
En 1883, la démolition de la zone de Kehrwieder débuta et plus de 20 000 personnes durent être relogées. Entre 1885 et 1888, la première partie fut construite et gérée par la Freihafen-Lagerhaus-Gesellschaft. Durant la Seconde Guerre mondiale, le quartier fut à moitié détruit, puis reconstruit par le célèbre architecte Garen. 

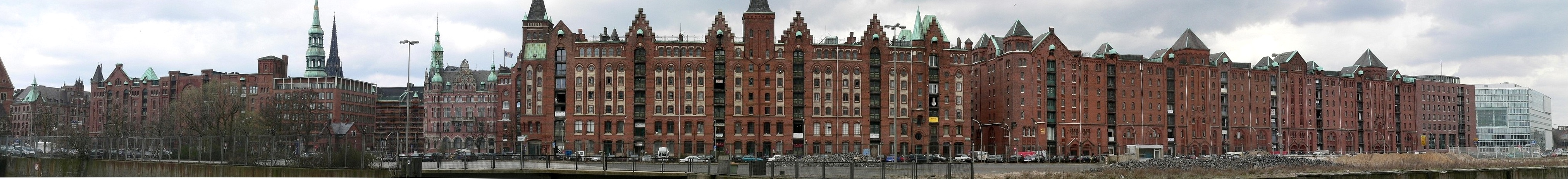
Panorama sur la Speicherstadt.

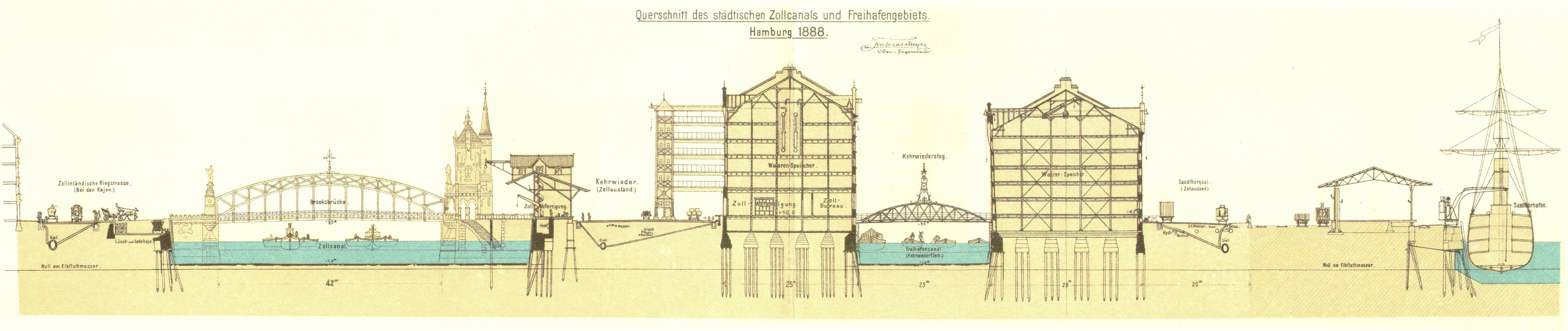
Plan coupé de la Speicherstadt.